# Meioneta meridionalis
Meioneta meridionalis är en spindelart som först beskrevs av Crosby och Bishop 1936.  Meioneta meridionalis ingår i släktet Meioneta och familjen täckvävarspindlar. Inga underarter finns listade i Catalogue of Life.